# 刘英海
刘英海（1945年8月—），男，河南人，中华人民共和国外交官，曾任中华人民共和国驻拉各斯总领事。

## 生平
刘英海毕业于北京外国语学院。1973年，进入中华人民共和国外交部工作，先后在北京外交人员服务局、驻南斯拉夫大使馆、外交部干部司任职。1998年，任常驻维也纳联合国和其他国际组织代表团参赞。2002年，任驻尼日利亚大使馆拉各斯办事处负责人、参赞。2003年8月，出任中华人民共和国驻拉各斯总领事。2005年8月，自驻拉各斯总领事离任。

## 家庭
已婚，有一女。